# Giro de Lombardía 1975
El Giro de Lombardía 1975, la 69.ª edición de esta clásica ciclista, se disputó el 11 de octubre de 1975, con un recorrido de 266 km entre Milán y Como. El vencedor final fue el italiano Francesco Moser, por delante de los también italianos Enrico Paolini y Alfredo Chinetti. 

## Clasificación final
| Posición | Ciclista                 | Equipo                         | Tiempo     |
| -------- | ------------------------ | ------------------------------ | ---------- |
| 1        | Francesco Moser          | Filotex                        | 7h 24' 00" |
| 2        | Enrico Paolini           | Scic-Colnago                   | m. t.      |
| 3        | Alfredo Chinetti         | Furzi-F.T.                     | m. t.      |
| 4        | Roger De Vlaeminck       | Brooklyn                       | + 1'17     |
| 5        | Freddy Maertens          | Carpenter-Confortluxe-Flandria | m. t.      |
| 6        | Eddy Merckx              | Molteni                        | m. t.      |
| 7        | Gianbattista Baronchelli | Scic-Colnago                   | m. t.      |
| 8        | Wladimiro Panizza        | Brooklyn                       | + 5'55.    |
| 9        | Antoine Houbrechts       | Bianchi-Campagnolo             | + 8'55.    |
| 10       | Jos Jacobs               | Ijsboerke-Colner               | + 9'34     |